# Câmera de imagem térmica
Uma câmera de imagem térmica é um tipo de câmera termográfica usada no combate a incêndios. Ao transformar a radiação infravermelha em luz visível, essas câmeras permitem que os bombeiros vejam áreas de calor através da fumaça, da escuridão ou de barreiras permeáveis ao calor. As câmeras de imagens térmicas normalmente são portáteis, mas podem ser integradas a outros equipamentos, como capacetes e ARICAs. Elas são construídas com invólucros resistentes ao calor e à água e são robustas para suportar os riscos das operações de combate a incêndios, geralmente atendendo aos requisitos da norma NFPA 1801, Standard on Thermal Imagers for the Fire Service (Norma sobre termovisores para o serviço de bombeiros).
Embora sejam equipamentos caros, sua popularidade e adoção pelos bombeiros nos Estados Unidos estão aumentando acentuadamente devido à maior disponibilidade de subsídios governamentais para equipamentos após os ataques de 11 de setembro de 2001. As câmeras termográficas captam o calor do corpo e são normalmente usadas em casos em que as pessoas estão presas em locais onde os socorristas não conseguem encontrá-las.

## Construção

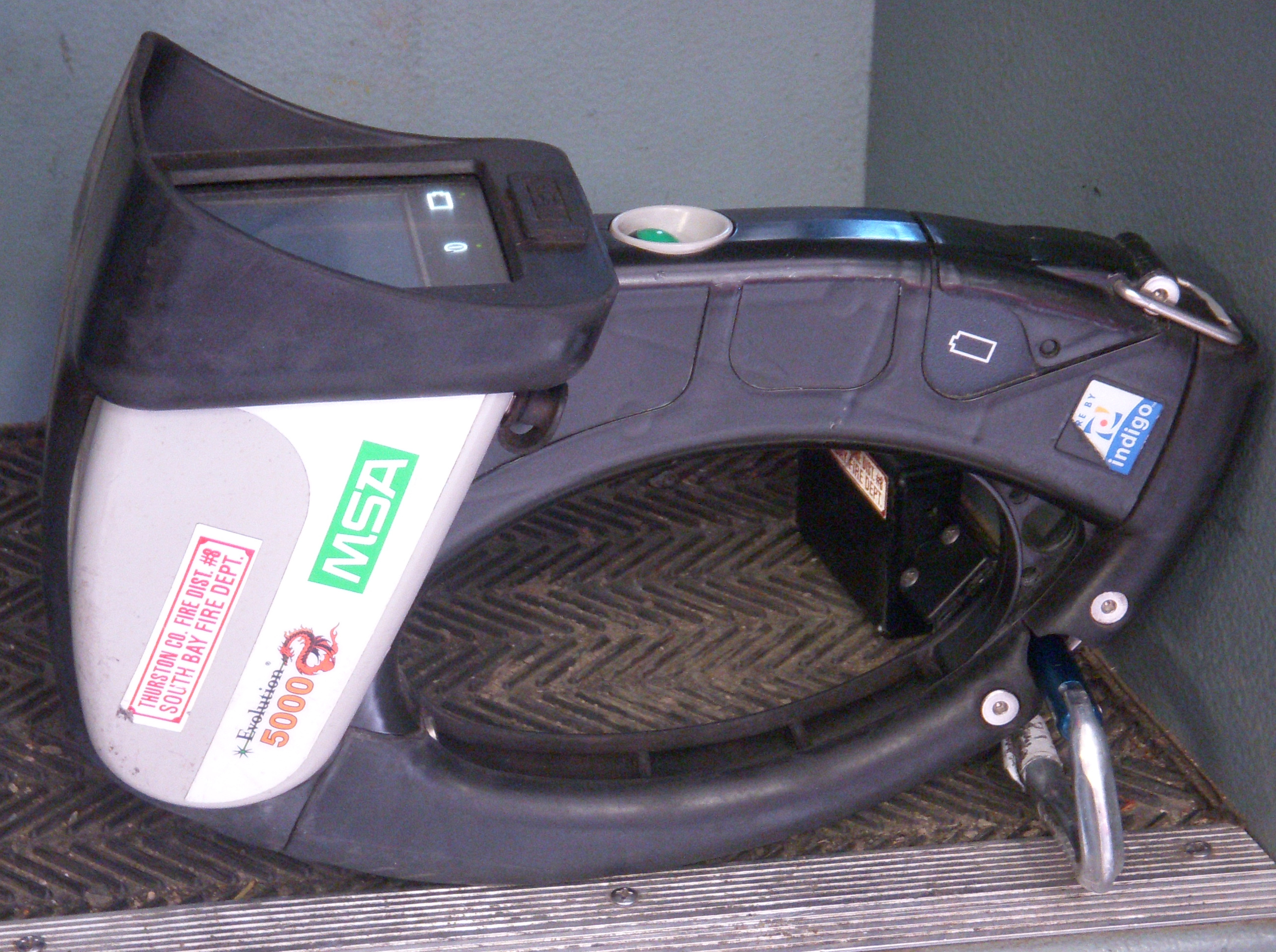
Uma câmera de imagem térmica portátil

Uma câmera de imagem térmica consiste em cinco componentes: sistema óptico, detector, amplificador, processamento de sinal e visor. As câmeras de imagem térmica específicas para serviços de incêndio incorporam esses componentes em uma caixa resistente ao calor, robusta e à prova d'água. Essas peças trabalham juntas para transformar a radiação infravermelha, como a emitida por objetos quentes ou chamas, em uma representação de luz visível em tempo real.
O visor da câmera mostra os diferenciais de saída de infravermelho, de modo que dois objetos com a mesma temperatura parecerão ter a mesma “cor”. Muitas câmeras termográficas usam escala de cinza para representar objetos com temperatura normal, mas destacam superfícies perigosamente quentes com cores diferentes.
As câmeras podem ser de mão, montadas no capacete, ou integradas a outros equipamentos, como um ARICA. Uma câmera de mão requer uma mão para ser posicionada e operada, deixando apenas uma mão livre para outras tarefas, mas pode ser facilmente transferida entre os bombeiros. A maioria das câmeras termográficas em uso no serviço de bombeiros são modelos portáteis.
A divisão de Pesquisa de Incêndio do Instituto Nacional de Padrões e Tecnologia é a principal agência governamental que desenvolve padrões de desempenho para câmeras de imagem térmica para o serviço de bombeiros nos Estados Unidos, embora o Laboratório de Visão Noturna do Exército dos EUA tenha contribuído para o esforço. As recomendações preliminares do campo incluem avisos visíveis de bateria fraca, capacidade de resistir à imersão total em água e capacidade de fornecer leituras visuais significativas além de ~1.100 °C.

## Uso

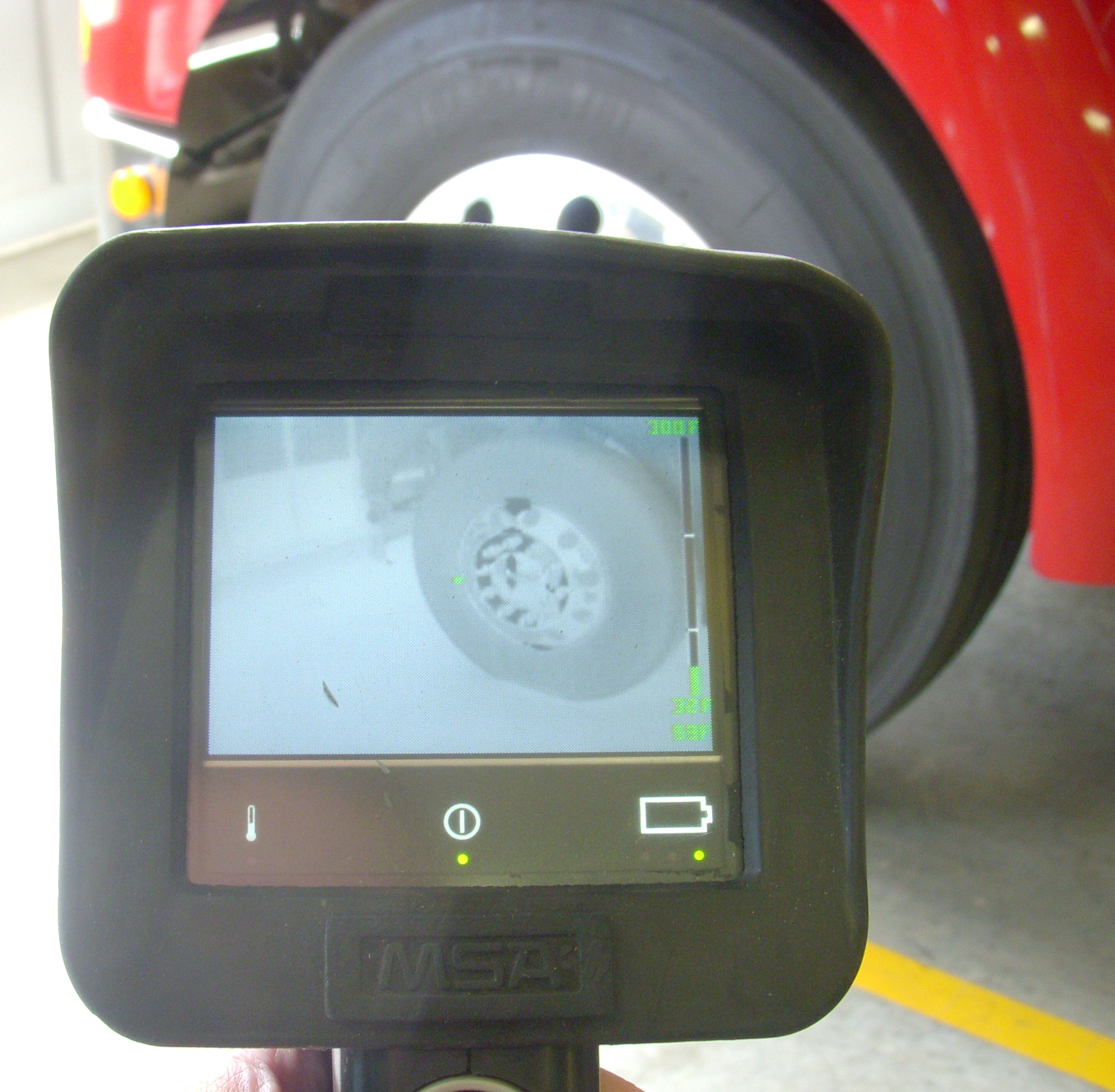
Uma visão de um pneu de caminhão por meio de uma câmera de imagem térmica

Como as câmeras termográficas podem “enxergar” através da escuridão ou da fumaça, elas permitem que os bombeiros encontrem rapidamente o local do incêndio em uma estrutura ou vejam a assinatura de calor de vítimas visualmente obscurecidas. Elas podem ser usadas para procurar vítimas ao ar livre em uma noite fria, identificar incêndios latentes em uma parede, ou detectar superaquecimento da fiação elétrica. As câmeras termográficas foram creditadas por salvar várias vidas por ano por meio da identificação e remoção de vítimas em condições de baixa visibilidade já em 1999.
Além da capacidade de ver através de fumaça densa, as câmeras termográficas também podem ver materiais envolvidos em combustão espontânea de baixo nível. Em um caso documentado, uma câmera termográfica foi usada para isolar um ponto quente de combustão lenta em uma instalação de armazenamento de grãos; ao isolar e remover apenas os grãos afetados, 75% da safra armazenada foi salva. Em outro caso, os bombeiros do Tennessee usaram uma câmera de imagem térmica para detectar um incêndio oculto dentro de um leito de ferrovia de concreto, resultando em um custo estimado de US$ 500.000 evitado. Também foi relatado que as câmeras de imagem térmica são particularmente úteis para combater incêndios em isolamento de celulose, e para verificar se é seguro entrar novamente em uma estrutura depois que o incêndio foi apagado. Os bombeiros do Condado de Ventura, Califórnia, usaram sua câmera termográfica para encontrar um gato que havia sido selado dentro de uma passarela durante a construção.
Os protótipos de câmeras termográficas montadas em capacetes foram divulgados pela primeira vez em 1992, mas uma avaliação detalhada de seu desempenho em situações reais só foi publicada em 2007. O modelo avaliado em 2007 pesava aproximadamente 600 gramas, aumentando substancialmente o peso em relação a um capacete sem adornos. No entanto, a capacidade de “usar os dispositivos enquanto eles também estavam puxando a mangueira e carregando ferramentas” foi recebida favoravelmente pelos bombeiros que avaliaram o produto.
As vantagens das câmeras termográficas montadas no capacete incluíam a possibilidade de vários bombeiros observarem diferentes aspectos de um incêndio, enquanto as desvantagens incluíam o relaxamento da disciplina de segurança por parte dos bombeiros. Em testes cronometrados, as equipes de bombeiros com câmeras montadas no capacete concluíram as tarefas de busca muito mais rapidamente, ficaram menos desorientadas e usaram menos ar do que as equipes com uma única câmera de mão, que, por sua vez, se saíram melhor do que as equipes sem nenhuma câmera termográfica.
Uma limitação desses dispositivos e de outros semelhantes é a baixa percepção de profundidade (o usuário tem dificuldade em avaliar a distância dos objetos). Isso aumenta a probabilidade de o usuário tropeçar ou esbarrar em obstáculos, ou ter outros problemas relacionados à distância. Uma limitação adicional da tecnologia de infravermelho é que, como os materiais na mesma temperatura são exibidos na mesma cor, a tela não mostrará muitos detalhes normalmente visíveis na luz aparente.
Desenvolvimentos recentes incluem a montagem de câmeras infravermelhas em drones. Um dos usos de câmeras térmicas em drones é para detectar anomalias em fazendas solares. Enquanto o diagnóstico manual levaria semanas, o uso de câmeras térmicas em drones leva dias.

## Histórico
Embora a tecnologia de geração de imagens térmicas seja usada há muito tempo em aplicações especializadas militares e de aplicação da lei, sua aceitação pelo serviço de bombeiros foi dificultada pelo custo das câmeras. "A primeira vida civil documentada salva com a tecnologia de imagem térmica foi após a explosão de gás de Putney, em Londres, em 1985". Embora tenha se tornado rapidamente padrão no combate a incêndios navais após o naufrágio do HMS Sheffield, a imagem térmica permaneceu como equipamento especializado nos serviços de bombeiros civis até a década de 1990. O Corpo de Bombeiros de Seattle adquiriu sua primeira câmera de imagem térmica em 1997, por um custo de US$ 16.000.
Em 2000, o Los Angeles Times chamou a câmera de imagem térmica de “talvez o melhor avanço em equipamentos de incêndio nos últimos 25 anos - e o mais caro”. Os departamentos de bombeiros buscaram várias fontes e métodos para financiar as câmeras de imagem térmica, incluindo orçamento direto, subsídios, e doações de caridade, entre outros. Um chefe do corpo de bombeiros observou que os mesmos tipos de problemas de custo atormentaram as aquisições de SCBAs durante sua adoção inicial.
Em 2001, a Agência Federal de Gestão de Emergências (FEMA) começou a emitir subsídios segundo a Lei FIRE (Firefighter Investment and Response Enhancement), que forneceu US$ 100 milhões para as agências de bombeiros dos EUA durante aquele ano fiscal. Muitos departamentos usaram esses fundos para comprar câmeras termográficas. Entretanto, a substituição de uma câmera termográfica danificada pode ser um desafio substancial para um departamento que adquiriu a câmera fora do processo orçamentário normal.
Quando os departamentos começaram a adquirir câmeras termográficas, elas foram normalmente atribuídas a unidades especializadas, como empresas de resgate pesado e de caminhões. As câmeras termográficas são rotineiramente atribuídas às Equipes de Intervenção Rápida, para permitir que elas alcancem e libertem os bombeiros presos de forma mais eficaz. Desde 2003, a falta de uma câmera de imagem térmica usada adequadamente foi reconhecida pelo NIOSH como um fator evitável que contribui para ferimentos e mortes de bombeiros, e o fato de uma câmera de imagem térmica não ter sido usada foi citado em um relatório do NIOSH de 2005 como um fator que contribuiu para a morte do bombeiro de Houston Kevin Kulow em 2004, no cumprimento do dever. Uma das recomendações da equipe de avaliação e revisão pós-incidente de incêndio da Charleston Sofa Super Store foi “a compra de um modelo padrão de câmera de imagem térmica para cada empresa de motor e escada”.